# Édouard Dhanis
Pour les articles homonymes, voir Dhanis.
Edouard Dhanis est un jésuite belge, né le 6 février 1902 à Gand et mort le 17 décembre 1978 à Rome.
Édouard Dhanis fut professeur de théologie à l'université de Louvain de 1933 à 1949, puis à l'université Grégorienne de Rome de 1949 à 1971. Il fut le recteur de cette dernière de 1963 à 1966.